# ISO 13616

IBAN szám (fiktív) brit bankszámlakivonat esetén

Az ISO 13616 a Nemzetközi Szabványügyi Szervezet által 2003-ban elfogadott, Bank és kapcsolódó pénzügyi szolgáltatások – Nemzetközi bankszámlaszám (IBAN) elnevezésű nemzetközi szabványa. 
Az IBAN az angol International Bank Account Number (nemzetközi bankszámlaszám) kifejezés rövidítése.
Ez a szabvány – az Európai Unió 1999. évi kezdeményezésre – egy kedvezményezett bankszámla számának elemeit határozza meg a nemzetközi bankforgalomban. Lehetővé teszi az országok bankszámlaszámainak egységes és egyértelmű azonosítását minden országban, bárhol nyitják meg vagy kezelik azt. A nemzetközi átutalások automatizálásának megkönnyítésére használják.
A SWIFT-kóddal együtt használva az IBAN lehetővé teszi, hogy nemzetközi viszonylatban is olyan bankközi forgalmat lehessen lebonyolítani, melynek költsége az igénybevevő részére gyakorlatilag nem haladja meg a belföldi bankforgalom költségét.

## A kód felépítése
Az IBAN országonként eltérő hosszúságú, maximum 34 karakterből áll, azonban hossza egy országon belül azonos (a magyar szabvány szerinti IBAN 28 jegyből áll). Elektronikus formában a számlaszám egybe írandó. Papírra vetve a kód karaktereit négyes csoportosításban, szóközzel elválasztva kell írni. Az első csoport első két helyén annak az országnak az ISO-kódja (ISO 3166) szerepel, ahol a számlát kezelik. E csoportnak a másik két karaktere egy ellenőrzőszám. A következő csoportok a nemzeti „alap bankszámlaszámot” (Basic Bank Account Number BBAN) jelölik. Amennyiben nem írott formában közlik a kódot, a nemzetközi bankszámlaszámot megelőzi az „IBAN” rövidítés említése, majd négyes csoportosításban a kód karakterei.
Például:
- (IBAN) BE43 0689 9999 9501
- (IBAN) NL97 BANK 0123 4567 89
- (IBAN) DE05 1002 0500 0003 2873 00
- (IBAN) FR76 3000 3003 9300 0372 8602 468
- (IBAN) HU42 1177 3016 1111 1018 0000 0000